# Partido Socialista Popular (Cuba)
Partido Socialista Popular (PSP) var Cubas kommunistiske parti frem til 1962, det var blevet stiftet 37 år tidligere, den 16. august 1925, på initiativ af Carlos Baliño og Julio Autonio Mella.
PSP blev i 1965 lagt sammen med El Directorio Revolucionario og 26. juli-bevægelsen, der derefter blev til Cubas kommunistiske parti.
| Politisk parti | Spire Denne artikel om et politisk parti eller gruppe er en spire som bør udbygges. Du er velkommen til at hjælpe Wikipedia ved at udvide den. |

| Portal | Portal:Kommunisme |